# Iarbes
Iarbes (o Iarbas, esmentat també com Hiarbas, Jarabas, Iarabas, etc.) fou un mític rei dels gètuls d'Àfrica, suposat fill de Júpiter Ammon amb una nimfa líbia, del país dels Garamants. Va construir grans temples dedicats al seu pare i es va voler casar amb Dido quan aquesta va arribar a Àfrica per fundar una ciutat que després fou Cartago. Iarbes li va concedir els terrenys per fundar la ciutat.
Iarbes va demanar la mà de Dido i va amenaçar amb la guerra si li era rebutjada. Els delegats cartaginesos van comunicar a la reina la petició dient que el rei demanava alguna persona per ser instruït i que no li podrien donar perquè no hi hauria ningú a la ciutat disposat a fer aquest sacrifici, i Dido els va renyar dient que qualsevol ciutadà havia d'estar llest per fer aquest sacrifici; els delegats llavors li van dir a la reina que el que volia Iarbes era la seva mà i que hauria de fer el sacrifici. Va demanar tres mesos de temps i al final d'aquests, en una cerimònia suposadament per acomiadar-se del seu primer marit i preparar-se per les noves noces, es va suïcidar clavant-se una espasa al pit. Iarbes, però, va atacar la ciutat i va expulsar Anna Perenna, la germana de Dido que havia esdevingut reina.